# Lijst van beschermd erfgoed in de gemeente Wincrange
In deze lijst van beschermd erfgoed in de gemeente Wincrange zijn alle geclassificeerde nationale monumenten van de Luxemburgse gemeente Wincrange opgenomen.

## Monumenten per plaats

### Hachiville
| Object                                                              | Bouwjaar/architect | Locatie | Datum beschermd?      | Coördinaten | Afbeelding |
| ------------------------------------------------------------------- | ------------------ | ------- | --------------------- | ----------- | ---------- |
| Sint-Martinuskerk met omliggend kerkhof                             |                    |         | 12 november 1980 (MN) |             |            |
| Helzerklaus met Sint-Thomaskapel met meubilair en omliggend terrein |                    |         | 28 december 1961 (MN) |             |            |

### Hoffelt
| Object | Bouwjaar/architect | Locatie | Datum beschermd?      | Coördinaten | Afbeelding |
| --- | ------------------ | ------- | --------------------- | ----------- | ---------- |
| Oude molen met de aanbouwen, plaatsen, terreinen, weide en de aangrenzende kanaal, gelegen op een plek genaamd Bei der Neumühle |                    |         | 15 februari 1990 (IS) |             |            |

### Troine
| Object                                                           | Bouwjaar/architect | Locatie | Datum beschermd?      | Coördinaten | Afbeelding |
| ---------------------------------------------------------------- | ------------------ | ------- | --------------------- | ----------- | ---------- |
| Hoogaltaar, zijaltaren en de communiebank van de kerk van Troine |                    |         | 11 augustus 1936 (IS) |             |            |

## Bron
- Liste des immeubles et objets classés monuments nationaux ou inscrits à l'inventaire supplémentaire